# Katja Konschak
Katja Konschak (* 1. Juli 1978 in Halle (Saale) als Katja Wollschläger) ist eine ehemalige deutsche Triathletin und deutsche Meisterin auf der Triathlon-Langdistanz (2016). Sie wird in der Bestenliste deutscher Triathletinnen auf der Ironman-Distanz geführt.

## Werdegang
Katja Wollschläger war von 1985 bis 1994 als Schwimmerin aktiv.
1997 startete die Pharmazeutin bei ihrem ersten Triathlon und 1998 wurde sie Zehnte bei der Junioren-Europameisterschaft Triathlon.
2003 ging sie erstmals auf der Ironman-Distanz (3,86 km Schwimmen, 180,2 km Radfahren und 42,195 km Laufen) an den Start und im Oktober 2003 wurde sie bei der Ironman World Championship auf Hawaii Zweite und damit Vize-Weltmeisterin in der Altersklasse der 25- bis 29-Jährigen. Sie startet für den Verein SV Nordhausen 90.
2013 konnte sie auf der Mitteldistanz den ICAN Germany gewinnen und diesen Erfolg 2014 nochmals erfolgreich verteidigen. Auf der Triathlon-Langdistanz wurde sie im Juli 2013 deutsche Vizemeisterin und im Juli 2014 wurde sie Zweite beim Ironman UK.

### Deutsche Meisterin Triathlon Langdistanz 2016
Im Juli 2016 wurde sie Vize-Europameisterin und deutsche Meisterin auf der Ironman-Distanz in Frankfurt am Main.
Im Juli 2018 belegte sie bei den Ironman European Championships in Frankfurt am Main den fünften Rang.
Seit 2023 tritt sie nicht mehr international in Erscheinung.
Auch ihr Mann Ulrich ist als Langdistanz-Athlet aktiv und Katja Konschak lebt mit ihm und drei Kindern in Nordhausen.

## Sportliche Erfolge
| Datum/Jahr    | Rang | Wettbewerb                                       | Austragungsort | Zeit     | Bemerkung |
| ------------- | ---- | ------------------------------------------------ | -------------- | -------- | --- |
| 16. Juli 2023 | 5    | ITU World Triathlon Sprint & Relay Championships | Hamburg        | 00:22:17 | Mixed 40-49 AG Relay; mit Stephan Knopf, Sven Körbs und Andrea Gießmann                                                 |
| 26. Juli 2021 | 1    | Scheunenhof-Triathlon                            | Nordhausen     |          | [ 4 ] |
| 17. Juni 2018 | 7    | Ironman 70.3 Luxembourg                          | Remich         | 04:36:49 | |
| 18. Juni 2016 | 5    | Ironman 70.3 Luxembourg                          | Remich         | 04:31:05 | Das Rennen musste witterungsbedingt als Duathlon ausgetragen werden (5 km Laufen, 90,1 km Radfahren und 21,1 km Laufen) |
| 24. Aug. 2014 | 1    | ICAN Germany                                     | Nordhausen     | 04:42:52 | |
| 18. Mai 2014  | 2    | Ironman 70.3 Barcelona                           | Barcelona      | 04:53:41 | Zweite bei der Erstaustragung                                                                                           |
| 5. Okt. 2013  | 8    | Ironman 70.3 Lanzarote                           | Lanzarote      | 04:58:18 | |
| 25. Aug. 2013 | 1    | ICAN Germany                                     | Nordhausen     | 04:25:58 | Siegerin bei der Erstaustragung der spanischen ICAN-Triathlonserie in Deutschland                                       |
| 16. Juni 2013 | 2    | Ironman 70.3 Berlin                              | Berlin         | 04:21:05 | Zweite bei der Erstaustragung                                                                                           |
| 1. Juli 2012  | 2    | 5150 Berlin                                      | Berlin         |          | |
| 4. Juli 1998  | 10   | ETU Triathlon European Championship Junior Women | Velden         | 02:14:08 | Junioren-Europameisterschaft                                                                                            |

| Datum/Jahr    | Rang | Wettbewerb                                       | Austragungsort    | Zeit     | Bemerkung |
| ------------- | ---- | ------------------------------------------------ | ----------------- | -------- | --- |
| 13. Okt. 2018 | 32   | Ironman Hawaii                                   | Hawaii            | 10:55:27 | [ 8 ] |
| 8. Juli 2018  | 5    | Ironman Germany                                  | Frankfurt am Main | 09:36:11 | Ironman European Championships |
| 30. Sep. 2017 | 4    | Ironman Barcelona                                | Calella           | 08:57:12 | persönliche Ironman-Bestzeit und mit dem schnellsten Marathon in 3:03:27 h                                                                |
| 2. Apr. 2017  | 6    | Ironman South Africa                             | Port Elizabeth    | 09:25:40 | |
| 8. Okt. 2016  | 31   | Ironman Hawaii                                   | Hawaii            | 10:15:52 | |
| 17. Juli 2016 | 3    | Ironman UK                                       | Bolton            | 10:13:18 | |
| 3. Juli 2016  | 1    | DTU Deutsche Meisterschaft Triathlon Langdistanz | Frankfurt am Main | 09:09:58 | Ironman European Championship – Deutsche Meisterin Triathlon Langdistanz und persönliche Ironman-Bestzeit als Zweite beim Ironman Germany |
| 13. Sep. 2015 | 3    | Ironman Wales                                    | Pembrokeshire     | 10:29:55 | |
| 11. Okt. 2014 | 72   | Ironman Hawaii                                   | Hawaii            | 10:42:55 | [ 10 ] |
| 20. Juli 2014 | 2    | Ironman UK                                       | Bolton            |          | |
| 6. Juli 2014  | 9    | Ironman Germany                                  | Frankfurt am Main | 09:20:48 | Ironman European Championship |
| 8. Sep. 2013  | 3    | Ironman Wales                                    | Pembrokeshire     |          | |
| 14. Juli 2013 | 2    | DTU Deutsche Meisterschaft Triathlon Langdistanz | Roth              | 09:04:14 | deutsche Vizemeisterin auf der Langdistanz – hinter Julia Gajer als Vierte beim Challenge Roth                                            |
| 1. Juni 2013  | 6    | ITU Long Distance Triathlon World Championships  | Belfort           | 05:02:33 | Team-Weltmeisterin – zusammen mit Dana Wagner und Kathrin Mannweiler                                                                      |
| 4. Juli 2010  | 6    | Ironman Germany                                  | Frankfurt am Main | 09:31:57 | [ 11 ] |
| 4. Okt. 2009  | 2    | Challenge Barcelona-Maresme                      | Barcelona         |          | Zweite bei der ersten Auflage des Challenge Barcelona Maresme                                                                             |
| 27. Juni 2004 | 4    | Ironman France                                   | Gérardmer         | 10:20:41 | [ 12 ] [ 13 ] |
| 18. Okt. 2003 | 24   | Ironman Hawaii                                   | Hawaii            | 10:24:52 | Zweite in der AK 25-29 bei der Ironman World Championship                                                                                 |
| 27. Juli 2003 | 13   | Ironman Switzerland                              | Zürich            |          | erster Ironman-Start – Zweite in der Altersklasse und damit qualifiziert für den Ironman Hawaii                                           |